# 日本薬品工業
日本薬品工業株式会社（にほんやくひんこうぎょう、英文:Nihon Pharmaceutical industry Limited）は、東京都千代田区岩本町に本社を置く日本の製薬会社である。日薬、日本薬品とも略称される。
1960年設立
。当初から日本ケミファの関連会社で、日本ケミファの医薬品のほか後発医薬品（GE薬）の製造を行ってきた。2002年に日本ケミファとインドのランバクシー・ラボラトリーズが提携したのち、同社を経由してランバクシー製のGE薬の輸入を行っていたが、2009年末に提携を解消したのに伴って2010年7月に日本ケミファの完全子会社化され、10月には日本ケミファの茨城工場を引き継ぎ、つくば工場とした。2015年にはベトナムで合弁会社を設立したのちに完全子会社化。2017年にベトナム工場を竣工。2018年にはベトナムから日本向け医薬品の出荷を開始した。
沢井製薬や興和など他のGE薬メーカーから製品を継承することも行っており、高尿酸血症の治療薬では、日本ケミファが開発した先発薬と同社のGE薬で市場シェアを占有している。